# Оуян Сюань
Оуян Сюань (кит. трад. 歐陽玄, упр. 欧阳玄, пиньинь Ōuyáng Xuán, цзы Юаньгун, хао Гуйчжай, 1283 или 1273/1274, Лулин (Цзиань, Цзянси) — 1357/58 или 1355) — один из выдающихся литераторов и каллиграфов эпохи правления династии Юань в Китае. Историк, юрист. Неоконфуцианец.

## Биография
Покинув Лулин, он проживал в Люяне провинции Хунань. В 1315 году по результатам государственных экзаменов получил степень цзиньши, а в 1339 году стал академиком Ханьлинь, ответственным за императорские указы. 
В годы правления Чжичжэн (1341—1368) под влиянием Тогто император Тогон-Тэмур восстановил Павильон Звезды Литературы, созданный его предшественником Вэньцзуном, и часто присутствовал на его сессиях, в то время как учёные, среди них Оуян Сюань, демонстрировали здесь эталонное владение каллиграфией или игрой на цине. Оуян Сюань занимался и скорописной, и курсивной каллиграфией, которую публиковал в Гуйчжай-цзи.
В 1343—1345 Оуян Сюань под официальным руководством Тогто сыграл важнейшую роль в составлении официального корпуса хроник правления предшествующих династий Ляо, Цзинь и Сун, и наиболее известен именно в качестве историка, так как этот корпус остаётся одним из важнейших источников знаний о Китае соответствующих периодов. Также Оуян Сюань принял важнейшее участие в составлении законодательно-юридических руководств.
В качестве представителя древнего китайского рода учёных и литераторов Оуян, он не только оставил ряд собственных произведений, но и  приложил значительные усилия по поддержке писателей-современников и по сохранению и публикации литературного наследия Китая. Особенно важна составленная под его руководством литературная Антология Павильона Яшмовых Таблиц (圭斋文集) в 15 томах.

### Составитель
- 欧阳玄. 圭斋文集. 上海:上海古籍出版社影印《四库全书》本, 1987. (Оуян Сюань. Антология Павильона Яшмовых Табличек. Репринт. Шанхай, Четверокнижие, 1987.)
- 金史 (История Цзинь)
- 遼史 (История Ляо)
- 宋史 (История Сун)

## Интересные факты
- У Оуян Сюаня есть менее известный полный тёзка и родственник с годами жизни 896—971, который является одним из составителей китайских словарей, и несколько других частичных тёзок в истории и современности. См. Оуян.